# Pothos Argyros
Pothos Argyros (în limba italiană: Potone Argiro) a fost catepan bizantin de Italia în anii 1029-1031.
Pothos l-a înlocuit în funcția de catepan pe Cristofor Burgaris, după care a trebuit să facă față unor noi atacuri ale sarazinilor din Sicilia. În 1031, a suferit o înfrângere la Cassano allo Ionio, ocazie cu care a fost ucis în luptă, fiind ulterior înlocuit cu generalul Mihail Protospatharios.